# Pianta del Buonsignori

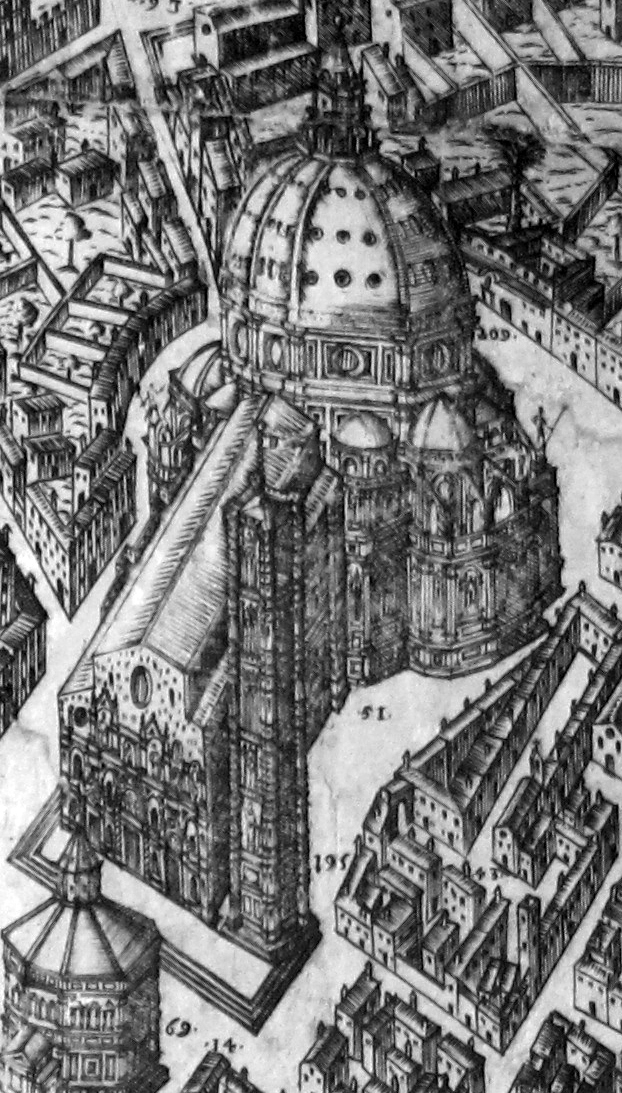
Il Duomo di Firenze sulla carta del Buonsignori

La pianta del Buonsignori (Nova pulcherrimae civitatis Florentiae topographia accuratissime delineata) è una carta assonometrica della città di Firenze, realizzata ad acquaforte nel 1584 e, con aggiornamenti, nel 1594 su disegno di Stefano Buonsignori e incisione di Bonaventura Billocardi, edita da Girolamo Franceschi. Tra le copie migliori una della versione del 1594 è esposta nella sezione "Tracce di Firenze" sulla storia della città in Palazzo Vecchio (già nelle collezioni del Museo di Firenze com'era).

## Storia e descrizione
Il monaco olivetano Stefano Buonsignori, cartografo e cosmografo ufficiale per Francesco I e Ferdinando I de' Medici, realizzò una dettagliatissima pianta cittadina veduta da Monte Oliveto, punto panoramico privilegiato già usato all'epoca della pianta della Catena.
Rispetto a quest'ultima l'artista creò un punto di vista ancora più alzato, ispirandosi probabilmente alla Pianta di Venezia di Jacopo de' Barbari (1500), in modo da permettere una visione strada per strada, di una precisione tale che ancora oggi ne fa un riferimento fondamentale negli studi sulla topografia cittadina.
Alla prima edizione dell 1584, con dedica a Francesco I, ne seguì una riveduta dieci anni dopo, in cui si vedono alcune novità come la fontana del Nettuno, la statua equestre di Cosimo I de' Medici in piazza della Signoria e le prime fortificazioni al futuro forte di Belvedere.
La pianta numera, con legenda, più di 200 edifici di rilievo, oltre alle varie sezioni della Fortezza da Basso segnate con le lettere romane. Spesso si tratta di edifici non più esistenti, come quelli della zona di Mercato Vecchio, oppure legati a zone trasformate o "risanate" a più riprese, di cui la pianta offre oggi spesso la migliore testimonianza iconografica antica esistente. Gli edifici e le strade ancora oggi esistenti e di poco cambiati ne confermano tuttavia la straordinaria attendibilità, nella forma, nella dimensione e nella localizzazione dei fabbricati, nonché di giardini, chiostri e orti. Il cartografo commise tuttavia qualche errore, soprattutto per le zone inaccessibili, come i monasteri femminili: ad esempio confuse l'orientamento della chiesa del monastero di Sant'Orsola. Si tratta tuttavia di errori marginali, da inquadrare nella funzione essenzialmente militare e amministrativa della pianta stessa.